# Virágzabálók
A Virágzabálók Darvasi László 2009-ben megjelent műve. A klasszikus nagyregény nyerte el 2009-ben a Rotary irodalmi díjat.

## Történet
A cselekmény a tizenkilencedik században játszódik Szegeden, körülbelül a harmincas évektől kezdve. A kötet öt nagyobb részből és két keretfejezetből áll. A középpontban egy különös szerelmi négyszög áll: Pelsőczy Klára férjével, Szép Imrével való kapcsolata mellett szerelmi viszonyt folytat annak bátyjával, Péterrel, illetve a fiúk féltestvérével, Pallagi Ádámmal. A regény az ő közös történetüket meséli el a szereplők különböző perspektíváiból.
Minden rész valamelyik főszereplőt állítja középpontba: az első, a Vad mimóza című Klárával foglalkozik, a második, A semmi kertésze Imrével, a harmadik, Fehér árnyék Ádámmal, az ötödik,  Édes hús Péterrel.
Mindegyik szereplőnek van valami különös tulajdonsága: Imre botanikus, akit csak a növényei érdekelnek, és nemigen tud tájékozódni a valóságos világban, Ádámot a többi ember gyakran nem veszi észre vagy egyáltalán nem is látja, Péter pedig kivételesen erős, fizikailag hatalmas férfi, akinek erőlködnie kell, hogy nehogy véletlenül kárt tegyen másokban.
A történetek nem állnak össze teljes egésszé, az események a szereplők különböző perspektíváiban gyakran egészen máshogyan festenek. Imre pl. a szabadságharc leverése után botanikai előadást tart, ami miatt hosszú időre bebörtönzik, mert a hatalom valamilyen rejtett jelentést ismer fel a szavaiban. Az azonban nem derül ki, hogy miről is szólt tulajdonképpen az előadás, illetve miből adódott a félreértés: egyesek szerint Imre Magyarország virágairól beszélt, mások szerint egyetlen fűszálról, de az is lehet, hogy a Virágzabálók című irodalmi művét adta elő. Szintén nem derül ki egyértelműen, ki gyilkolta meg Ádámot a szabadságharc ideje alatt.
A négy nagy fejezethez csatlakozik még egy A cigányok bejövetele címmel, amely a Gilagóg vajda vezette cigány törzsről szól. Ez a fejezet csak lazán kapcsolódik a többi cselekményszálhoz, és tele van fantasztikus, mesebeli eseményekkel.